# ناحیه ولهاصه
ناحیه ولهاصه (به عربی: دائرة ولهاصة) یک ناحیه در الجزایر است که در استان عین تموشنت واقع شده‌است.

## خصوصیات
ناحیه ولهاصه ۱۵۰٫۵ کیلومترمربع مساحت و ۲۲٬۰۵۴ نفر جمعیت دارد.